# Sân vận động Sao Đỏ
Sân vận động Rajko Mitić (tiếng Serbia: Стадион Рајко Митић, đã Latinh hoá: Stadion Rajko Mitić, phát âm tiếng Serbia: [ˈstâdioːn ˈrâːjko ˈmǐːtit͡ɕ]), trước đây gọi là Sân vận động Sao Đỏ (tiếng Serbia: Стадион Црвена звезда, đã Latinh hoá: Stadion Crvena zvezda), còn được gọi là Marakana (Kirin Serbia: Маракана), là một sân vận động đa năng ở Beograd, Serbia, là sân nhà của Sao Đỏ Beograd từ năm 1963. Sân vận động nằm ở Dedinje, đô thị của Savski Venac.
Sân vận động Rajko Mitić, được đổi tên vào tháng 12 năm 2014 để vinh danh cựu cầu thủ và huyền thoại Rajko Mitić, có sức chứa 53.000 chỗ ngồi và hiện là sân vận động lớn nhất ở Serbia theo sức chứa.
Sân vận động đã tổ chức nhiều trận đấu quốc tế ở cấp độ cao, bao gồm trận chung kết cúp C1 châu Âu năm 1973 và trận chung kết giải vô địch bóng đá châu Âu năm 1976.

## Lịch sử
Sân vận động bóng đá đầu tiên ở vị trí này được khai trương vào ngày 24 tháng 4 năm 1927. Đó là sân vận động của SK Jugoslavija, nhà vô địch bóng đá Nam Tư vào năm 1924 và 1925. Sân bao gồm một sân vận động có sức chứa 30.000 người với sân cỏ, đường chạy điền kinh, cơ sở đào tạo và nhà câu lạc bộ. SK Jugoslavija đã chơi các trận đấu của họ trên sân vận động cho đến khi kết thúc Chiến tranh thế giới thứ hai khi câu lạc bộ bị chính quyền Nam Tư mới giải tán. Sân vận động đã được ký kết với câu lạc bộ mới thành lập Sao Đỏ Beograd.

### Sân vận động Avala cũ
Sân vận động được đặt tên là "Avala". Vào năm 1945, nó được coi là sân vận động cho câu lạc bộ bóng đá "Metalac" (BSK cũ, ngày nay là OFK Beograd), nhưng Vladimir Dedijer, chủ tịch Hiệp hội Thể dục Nam Tư lúc đó, đã trao nó cho Sao Đỏ mới thành lập. Vào mùa hè năm 1958, Sao Đỏ đã thi đấu với CDNA từ Bulgaria (ngày nay là CSKA Sofia). Thanh tra thành phố từ Stari Grad đã kiểm tra địa điểm và tuyên bố nó không sử dụng được, vì dầm gỗ đã bị thối rữa hoàn toàn. Cho đến khi sân vận động mới được xây dựng, Sao Đỏ chủ yếu đóng vai trò là chủ nhà tại Sân vận động JNA (Sân vận động Partizan ngày nay) trong khi sử dụng một số địa điểm nhỏ khác cho các trận đấu ít quan trọng hơn.
Vào ngày 27 tháng 12 năm 1959, Sao Đỏ đã chơi trận đấu cuối cùng tại sân cũ. FK Novi Sad là đối thủ trong một trận đấu chia tay tại đấu trường đổ nát.
Cùng với cơ sở sụp đổ, một phần của lịch sử bóng đá cũng đã rời đi. Tại sân vận động đó, Moša Marjanović đã ghi một bàn thắng nổi tiếng vào lưới thủ môn người Tây Ban Nha Ricardo Zamora, František Plánička cũng bị đánh bại, và sau Thế chiến II, rất nhiều trận đấu thú vị đã được diễn ra. Chúng bao gồm trận lượt về tứ kết cúp C1 châu Âu vào ngày 5 tháng 2 năm 1958, trong đó Sao Đỏ đã đánh bại nhà vô địch giải đấu Anh Manchester United, đội đã thắng trận lượt đi ở Anh với tỷ số 2-1. Mặc dù đã đá quả cảm để hòa 3-3 sau khi bị dẫn trước 3-0, Sao Đỏ đã bị loại khỏi giải đấu bởi đội bóng Anh. Trận đấu này đáng nhớ nhất vì là trận cuối cùng được chơi bởi đội bóng Manchester United trước thảm họa hàng không München vào ngày hôm sau, khi máy bay của đội bị rơi ở thành phố München thuộc Tây Đức trong hành trình trở về. Tám cầu thủ của Manchester United nằm trong số 23 người chết bị chấn thương trong vụ tai nạn, trong khi hai trong số những cầu thủ còn sống bị thương đến mức họ không bao giờ thi đấu trở lại được nữa.
Sau trận đấu chia tay, sân vận động đã bị phá hủy để được thay thế bởi một cơ sở thể thao mới hiện đại trên cùng một vị trí. Để chuẩn bị một nền tảng đầy đủ cho việc xây dựng sân vận động mới, nó đã được bắt đầu thấp hơn 12 mét so với trước đây. Hơn 350.000 mét khối đất và 15.000 mét khối đá đã phải được khai quật.

### Marakana

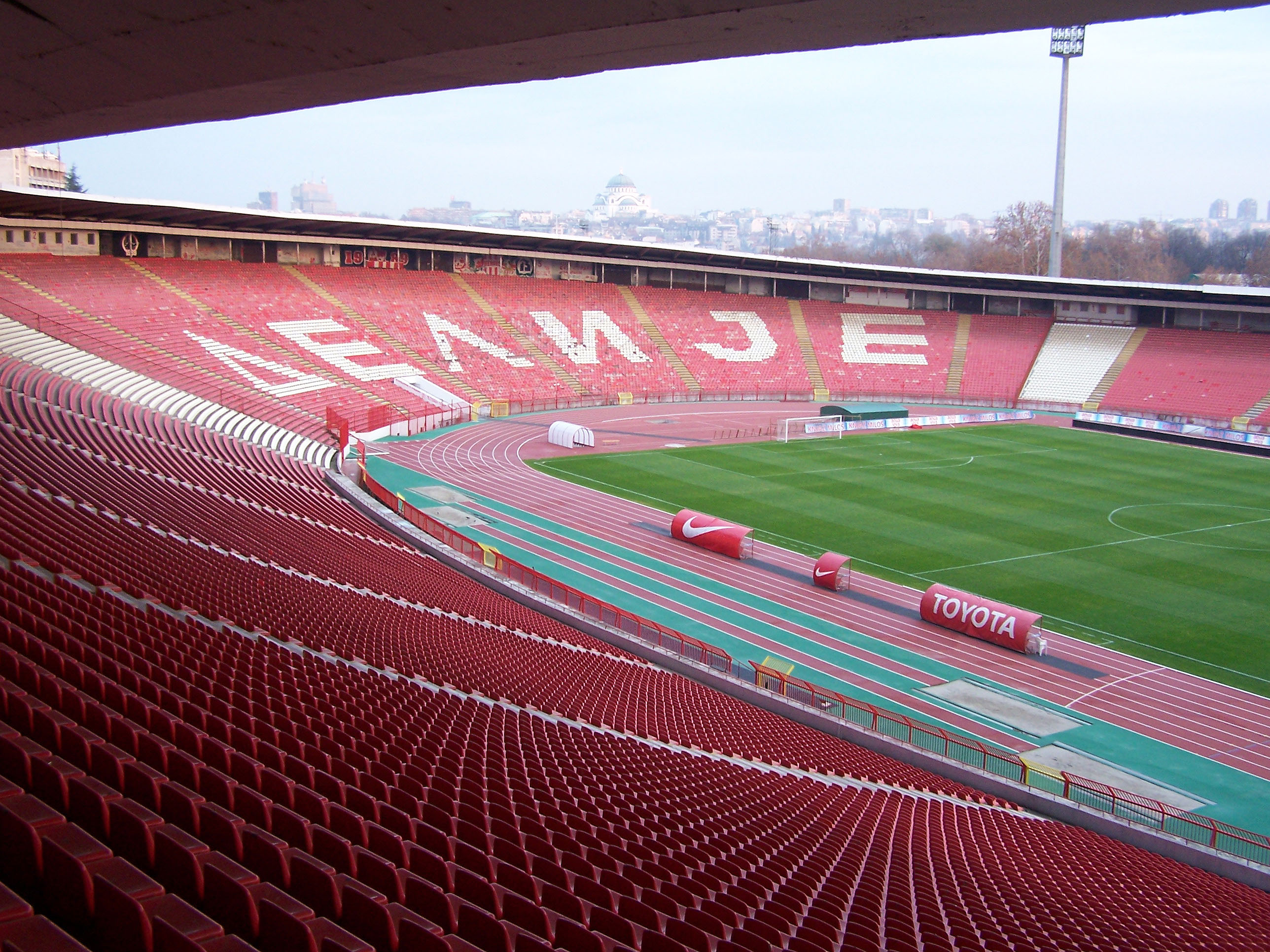
Phần Delije Sever ở khán đài phía Bắc

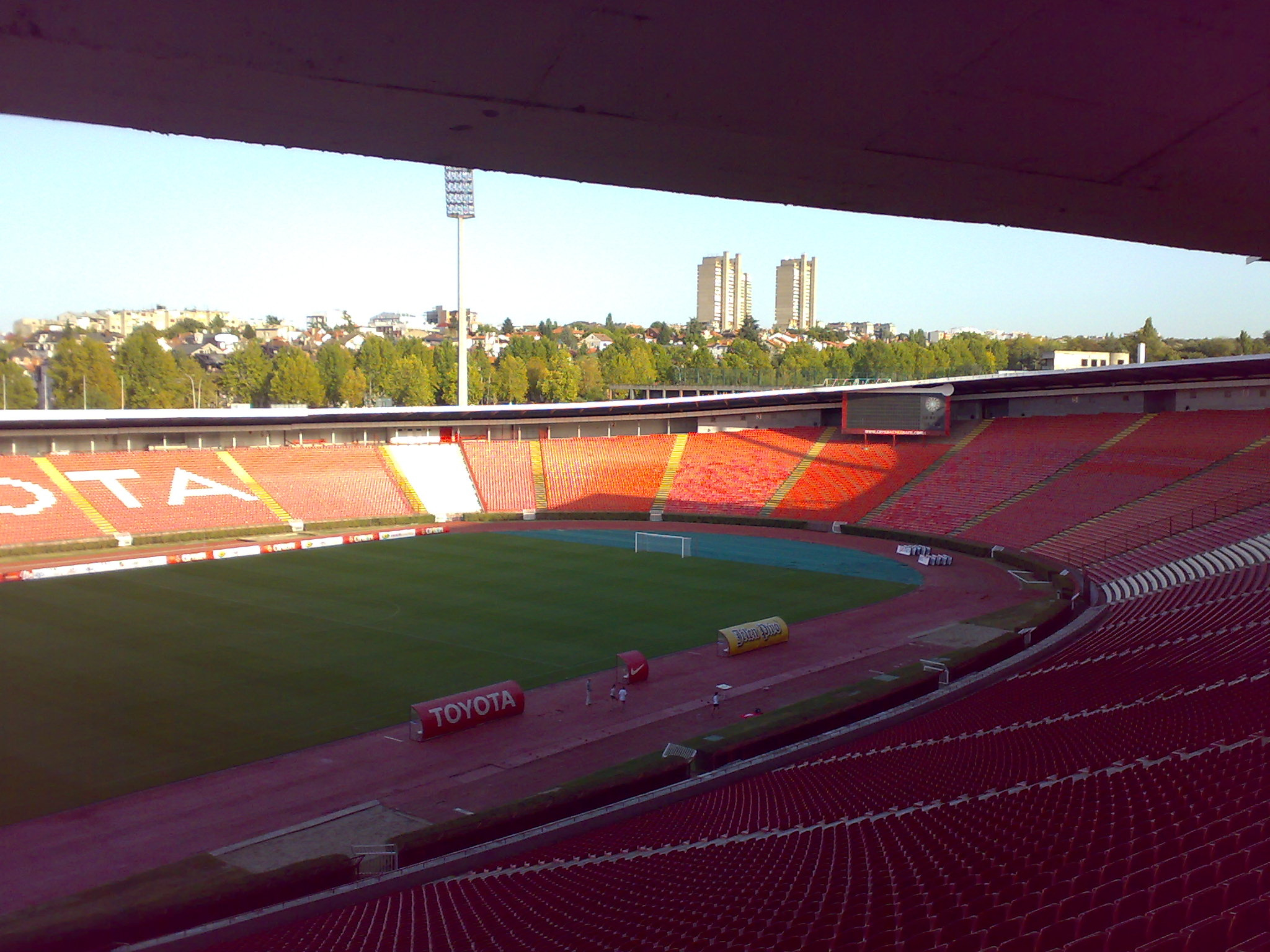
Khán đài phía Nam

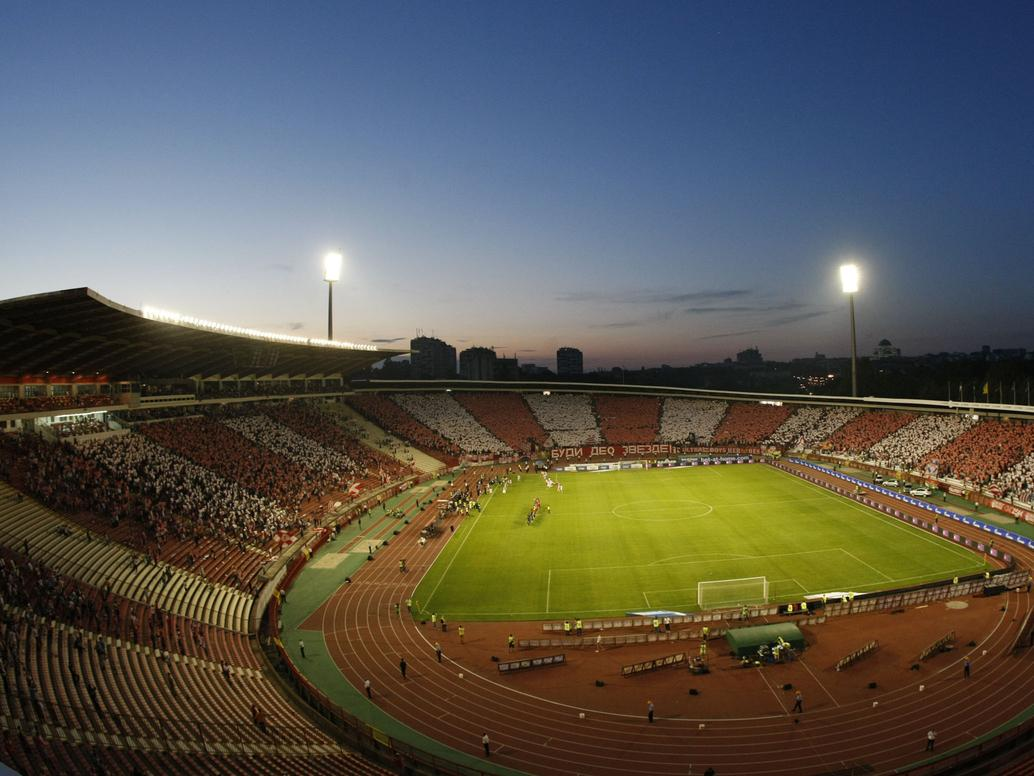
Nhìn từ mái che phía trên khán đài phía Nam

Để cắt giảm chi phí, đặc biệt là về cốt thép, người ta đã quyết định rằng địa điểm mới sẽ được đào một phần xuống đất. Để chuẩn bị nền móng đầy đủ cho việc xây dựng, sân vận động đã được khởi công thấp hơn 12 m (39 ft) so với sân vận động trước đó. Hơn 350.000 m3 (12.000.000 ft khối) đất và 15.000 m3 (530.000 ft khối) đá đã phải được khai quật. Ngay sau đó, các vấn đề đã xảy ra, vì việc đào đất đe dọa gây ra sạt lở đất của các ngôi nhà xung quanh khu vực này. Lúc đầu, các chuyên gia cho rằng nên dừng việc đào và thay đổi dự án. Đất đã được thăm dò, sâu tới 8 m (26 ft), và hệ tầng được gọi là "đá vôi Sarmatian" được phát hiện, có nghĩa là có thể có nền móng sâu ở phía tây và nam và dự án được tiếp tục. Ở phía đông, mặt đất phải được lấp đầy.
Dự án rất tốn kém. Một phần nhỏ đến từ sự đóng góp của các cổ động viên Sao Đỏ, nhưng chừng đó vẫn chưa đủ. Phần lớn nguồn tài trợ đến từ Hội đồng điều hành, do Chính phủ Serbia được kêu gọi vào thời điểm đó, điều kiện ngân quỹ xây dựng các làn đường chạy điền kinh. Việc xây dựng vẫn được tiếp tục ngay cả sau trận đấu khai mạc năm 1963 và chi phí đã tăng lên. Mái che phía trên khán đài phía tây rất đắt tiền, với mái che bằng bê tông, nhưng thủ tướng Slobodan Penezić Krcun từ chối cấp số tiền đó. Thay vào đó, một mái che bằng sắt được xây dựng rất khó bảo trì. Bởi vì gió, các lỗ hổng đã được để lại trên kết cấu sắt, nhưng các cơ sở phụ được xây dựng ở đó mặc dù chúng không nên có. Ngoài ra, doanh trại của công nhân tại sân vận động phụ đã được ban quản lý câu lạc bộ sử dụng cho đến khi mặt bằng thích hợp được xây dựng ở khán đài phía tây vào năm 1973. Tòa nhà hành chính cũng có một phòng đơn dành cho các vận động viên. Thành phố muốn mua tòa nhà hành chính cho các mục đích của mình, nhưng câu lạc bộ từ chối và trả toàn bộ tòa nhà cho những người xây dựng.
Sau ba năm xây dựng, sân vận động mới đã sẵn sàng được khánh thành. Lễ khai mạc chính thức diễn ra vào ngày 1 tháng 9 năm 1963 với trận đấu ở Giải bóng đá hạng nhất Nam Tư gặp NK Rijeka (2-1). Ngày hôm đó, khoảng 55.000 khán giả đã đi qua 9 cổng vào rộng 5m, mỗi cổng vào khán đài vẫn chưa hoàn thiện. Vị khách đầu tiên đến sân vận động được biết đến là Laza Petrović, một nông dân từ vùng lân cận Loznica. Cổ động viên rực lửa của Sao Đỏ này đã đến sân vận động mới từ sáng sớm và ngồi vào chỗ ở khán đài phía đông. Anh lấy ra pho mát và một chiếc bannock trong túi, sau đó ăn sáng trong khi kiên nhẫn đợi đến tận chiều muộn để trận đấu bắt đầu.
Lượng khán giả lớn nhất được ghi nhận vào mùa thu năm đó tại trận derby với Partizan Beograd - 108.000 người. Năm tới, sau khi hoàn thành toàn bộ sức chứa của sân vận động này đã tăng lên 110.000 khán giả và sân có biệt danh không chính thức - Marakana, để vinh danh sân vận động nổi tiếng của Brasil. Ngoài diện mạo thú vị, sân vận động mới còn có sân cỏ tráng lệ với hệ thống thoát nước, giúp trải nghiệm chơi bóng tổng thể thú vị hơn nhiều.
Bàn thắng chính thức đầu tiên tại sân vận động được ghi bởi Trifun Mihailović trong trận đấu trẻ giữa Sao Đỏ và Jedinstvo từ Zemun, mở đầu cho trận đấu đầu tiên với NK Rijeka. Bàn thắng chính thức đầu tiên của giải hạng nhất được ghi bởi Nedeljko Vukoje của Rijeka trong khi Dušan Maravić ghi bàn đầu tiên cho Sao Đỏ tại sân vận động, dẫn đến một trận hòa trong cùng một trận đấu.
Vẫn là chủ đề của kỷ lục, theo số lượng vé bán ra, sân vận động có lượng khán giả đông nhất vào ngày 23 tháng 4 năm 1975 tại trận bán kết lượt về UEFA Cup Winners' Cup với câu lạc bộ Hungary Ferencváros 2–2. Chính thức có 96.070 khán giả trên khán đài đêm đó với vé đã mua, nhưng người ta tin rằng sân vận động đã lấp đầy sức chứa tối đa cho phép vào thời điểm đó là 110.000 người.
Trong những năm kể từ đó, sức chứa của sân vận động giảm dần. Sau những lần cải tiến hiện đại hóa khác nhau, nhiều ghế hơn đã được bổ sung. Vào giữa những năm 1990, để đáp ứng yêu cầu của UEFA về sự thoải mái và an toàn cho khán giả, các vị trí đứng tại sân vận động đã bị loại bỏ hoàn toàn. Ghế đã được lắp đặt trên cả 4 khán đài để sức chứa tối đa của sân vận động là 60.000 người.
Năm 2008, câu lạc bộ đã thông báo về việc xây dựng lại mặt sân trong sân vận động. Máy sưởi cỏ dưới đất đã được lắp đặt và sân cỏ mới hiện đại đã thay thế bề mặt sân cũ. Sân tập cũng sẽ được cải tạo bằng cách trải cỏ nhân tạo và lắp đặt thiết bị chiếu sáng mới.
Năm 2014, Hội đồng Sao Đỏ đã nhất trí quyết định đổi tên sân vận động từ Sân vận động Sao Đỏ thành Sân vận động Rajko Mitić để vinh danh huyền thoại Sao Đỏ quá cố Rajko Mitić. Vào ngày 19 tháng 11 năm 2017, một tượng đài của Mitić đã được nghi thức hiến dâng ở phía trước khán đài phía tây.
Sau khi sửa chữa đáng kể trong năm 2017-2018, cuộc đấu thầu công khai cho dự án tái thiết rộng lớn đã được công bố vào tháng 8 năm 2018. Cuộc đấu thầu, mở cho đến tháng 9, sẽ bao gồm cả sân vận động và toàn bộ khu liên hợp thể thao. Nó nên bao gồm, trong số những thay đổi khác, việc hạ thấp khán đài phía tây và xây dựng khu vực VIP để loại bỏ đường chạy điền kinh.

### Sân vận động mới được đề xuất
Vào năm 2012, ban điều hành Sao Đỏ đã ký một bản ghi nhớ về việc tái thiết Sân vận động Rajko Mitić. Sân vận động hiện tại dự kiến sẽ được thiết kế lại bởi công ty Trung Quốc NCEC (Natong Construction Engineering Construct Co.) trong tập đoàn với công ty Sonae Sierra của Bồ Đào Nha. Khu đất rộng 34,8 ha, được đặt tên là Zvezdani Grad (tiếng Anh: Star City hoặc Starry City), sẽ bao gồm sân vận động với khoảng 50.000 chỗ ngồi, trung tâm thể dục, xe cứu thương, trung tâm mua sắm và spa, tháp văn phòng, khách sạn năm sao, các khu chung cư hiện đại và bãi đậu xe ngầm. Khu vực giữa sân vận động và trung tâm mua sắm, nơi sẽ cho phép du khách ghé thăm vào mùa hè và trong điều kiện mùa đông, sẽ được sử dụng cho chợ, quán cà phê, nhà hàng và cung cấp không gian cho các cuộc triển lãm và biểu diễn tạm thời. Phòng vé và cửa hàng câu lạc bộ cũng sẽ được đặt trong khu vực có mái che này. Trên tầng mái của trung tâm mua sắm sẽ là một khu vườn công cộng với lối vào từ trung tâm mua sắm, nơi du khách có thể ngắm toàn cảnh Beograd. Sân vận động sẽ được bao phủ bởi các tấm pin mặt trời sẽ bổ sung cho nhu cầu năng lượng của sân vận động, một khu vực khác sẽ được sử dụng để thu nước mưa để tưới cho các sân bóng đá và các mảng xanh của khu phức hợp. Sân vận động mới sẽ được công nhận biểu tượng của câu lạc bộ - Ngôi sao đỏ, khi đó cấu trúc chính của sân vận động sẽ có hình ngôi sao năm cánh. Chi phí của dự án ước tính vào khoảng 450-600 triệu euro.

## Trận đấu đáng chú ý

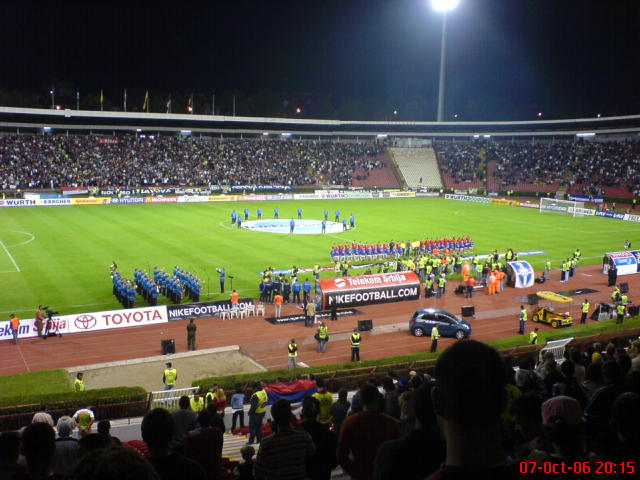
Serbia đấu với Bỉ tại Rajko Mitić, 7 tháng 10 năm 2006

- Trận thua 1–0 của Ajax trước Juventus trong trận chung kết Cúp C1 châu Âu 1973 là một trong những trận đấu có lượng khán giả kỷ lục trên sân Marakana ở Beograd. Có 91.564 khán giả trên khán đài (lượng khán giả cao thứ ba trong danh sách chính thức mọi thời đại của sân vận động), những người đã đến để xem các ngôi sao bóng đá châu Âu trong ngày như Ruud Krol, Johan Neeskens, Johnny Rep, Johan Cruyff, Dino Zoff, Fabio Capello, José Altafini, Roberto Bettega, và những người khác.[13]
- Một giải đấu bóng đá quốc tế lớn khác được diễn ra tại sân vận động của Sao Đỏ - Giải vô địch bóng đá châu Âu 1976. Marakana thực sự đã tổ chức hai trận đấu đáng nhớ: trận bán kết, đội chủ nhà Nam Tư thua Tây Đức 2–4 trong hiệp phụ sau khi dẫn trước 2–0 trong phần lớn thời gian của trận đấu, và trận chung kết vào ngày 20 tháng 6 chứng kiến Tiệp Khắc đánh bại Tây Đức 5–3 trên chấm phạt đền, sau khi trận đấu kết thúc với tỷ số 2–2 sau hiệp phụ. Quả penalty quyết định được ghi bởi Antonín Panenka, người đã sút bóng xuống trung lộ - một kỹ thuật được đặt theo tên của tiền vệ người Tiệp Khắc.
- Ngày 24 tháng 4 năm 1991, Sao Đỏ Beograd và Bayern München đấu với nhau tại trận bán kết Cúp C1 châu Âu. Kể từ khi Sao Đỏ nắm lợi thế 2–1 từ trận đấu trên sân khách ở München, bầu không khí trước trận lượt về trên sân nhà như sôi sục khi người hâm mộ gần như có thể nếm thử trận chung kết lớn của châu Âu lần đầu tiên trong lịch sử CLB. Đương nhiên, sân vận động đã chật cứng với khoảng 100.000 người và khi Siniša Mihajlović ghi bàn thắng ấn định tỷ số 1–0 vào đêm nay, việc tiến đến trận chung kết lớn dường như là một kết quả chắc chắn. Nhưng, theo đúng phong cách bóng đá Đức, Bayern đã lội ngược dòng với hai bàn thắng chóng vánh trong hiệp hai để san bằng tỷ số chung cuộc. Cuối cùng, vào thời gian bù giờ khi trận đấu dường như được định đoạt cho hiệp phụ, một đường chuyền trông vô hại của Mihajlović vào vòng cấm đã bị hậu vệ Klaus Augenthaler phá hướng lên và sau đó bị thủ môn Raimond Aumann của Bayern đánh giá sai - 2–2 vào đêm đó và Sao Đỏ đã vượt qua. Tiếng còi mãn cuộc đã thổi bùng lên một màn ăn mừng hoành tráng bên trong sân vận động cũng như một màn ăn mừng hoành tráng trên sân.
- Vào mùa thu năm 1996, Sao Đỏ có các trận đấu với 1. FC Kaiserslautern và FC Barcelona trong khuôn khổ vòng 32 đội và vòng 16 đội UEFA Cup Winners' Cup. Ý nghĩa của các trận đấu nằm ở chỗ sau hơn 4 năm bị cấm vận thể thao và gần 6 năm kể từ danh hiệu vô địch châu Âu lịch sử, Sao Đỏ một lần nữa được thi đấu giữa các tinh hoa châu Âu. Trước Kaiserslaturn, họ đã bị dẫn trước 0–1 sau trận lượt đi, nhưng đã vượt qua được sau hiệp phụ tại Marakana vào ngày 26 tháng 9 năm 1996 nhờ màn trình diễn đầy cảm hứng của Dejan Stanković 18 tuổi và Perica Ognjenović 19 tuổi. Vòng đấu tiếp theo mang đến đội bóng hùng mạnh Barça với những cái tên như Ronaldo, Hristo Stoichkov và Luís Figo, và Sao Đỏ chỉ đơn giản là hy vọng vào một phép màu trong vai trò đội bóng dưới cơ không bị áp lực. Thất bại 1–3 tại trận lượt đi trên sân Camp Nou đã mang lại chút hy vọng cho trận lượt về trên sân nhà, và cú đánh đầu chìm của Zoran Jovičić ngay sau giờ nghỉ giải lao cho tỷ số 1–0 càng làm nổi bật khán giả. Tuy nhiên, sự nhiệt tình nhanh chóng giảm sút do phản ứng nhanh chóng của Barça một phút sau đó thông qua Giovanni. Sau đó, các ngôi sao Barça tự tin thoải mái cầm hòa 1–1. Trận đấu được nhớ đến với bầu không khí lễ hội cũng như màn trình diễn tifo (vũ đạo của người hâm mộ) chưa từng thấy trước đây chứng kiến cả bốn khán đài Marakana được bao phủ bởi cờ, biểu ngữ và tranh ghép có thể thu vào.

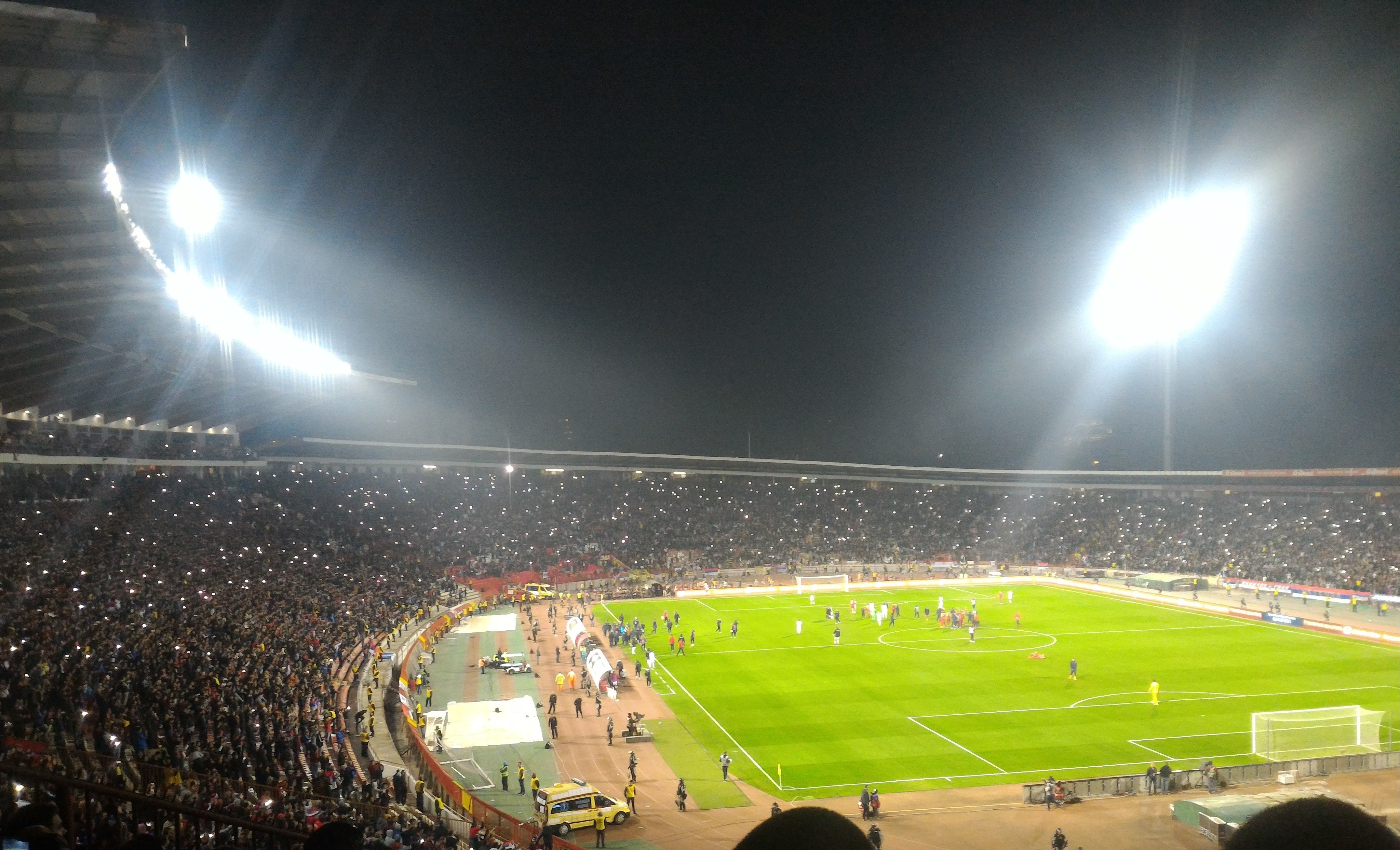
Trận đấu Serbia vs Gruzia được diễn ra vào ngày 9 tháng 10 năm 2017, chiến thắng 1–0 giúp Serbia giành được một suất tham dự Giải vô địch bóng đá thế giới 2018

- Vào ngày 12 tháng 10 năm 2005, đội tuyển bóng đá quốc gia Serbia và Montenegro đã chơi trận đấu quyết định vào ngày cuối cùng của vòng loại World Cup 2006 với đội tuyển Bosna và Hercegovina. Hoàn cảnh và mức cược cao khiến đây trở thành cuộc đụng độ cực kỳ quan trọng đối với Serbia. Chưa kể đến thực tế là cả hai quốc gia đều là một phần của CHLBXHCN Nam Tư, điều này càng làm gia tăng căng thẳng. Bước vào lượt trận cuối cùng, Serbia và Montenegro đứng đầu bảng - hơn đội xếp thứ hai là Tây Ban Nha hai điểm và hơn ba điểm so với đội xếp thứ ba là Bosna và Hercegovina. Tuy nhiên Tây Ban Nha đã có trận đấu với đội yếu nhất bảng San Marino và hầu như đã đảm bảo cho một chiến thắng. Với kịch bản có khả năng xảy ra cao như vậy trong trận đấu với Tây Ban Nha, cuộc đụng độ giữa Serbia và Bosna tại Beograd càng có ý nghĩa. Lợi thế về điểm trên dường như đã mang lại lợi thế cho Serbia, nhưng họ vẫn gần như chắc chắn cần một chiến thắng vì trận đấu đã quá khó. Nếu tỷ số tại Beograd hòa, Serbia và Tây Ban Nha khi đó sẽ bằng điểm ở ngôi đầu bảng và hai trận đấu trước của họ sẽ phải quyết định ai giành được vị trí đầu tiên và tự động vượt qua vòng loại. Tuy nhiên, cả hai trận đấu đó đều kết thúc hòa (0–0 ở Beograd, 1–1 ở Madrid) và theo luật của FIFA, không giống như UEFA, bàn thắng sân khách không được tính là gì, vì vậy hiệu số bàn thắng bại sẽ là yếu tố quyết định tiếp theo. Điều đó có nghĩa là nếu Bosna cầm hòa được Serbia và Tây Ban Nha đánh bại San Marino với cách biệt 4 bàn, thì người Tây Ban Nha sẽ đứng đầu và Serbia sẽ vào vòng play-off. Bosna cũng không phải là không có cơ hội - nếu họ đánh bại Serbia với bất kỳ tỷ số nào ở Beograd, họ sẽ hòa về điểm với Serbia, nhưng sẽ vượt qua vì trận đầu tiên ở Sarajevo kết thúc với tỷ số hòa 0–0. Ngay từ khi bắt đầu, căng thẳng đã lên đến tột độ, sân vận động đã chật cứng. Mateja Kežman đưa người Serbia vượt lên ở phút thứ 7, và thế dẫn trước vẫn chưa bị hủy bỏ cho đến khi kết thúc. Serbia và Montenegro vượt qua vòng loại trực tiếp cho World Cup 2006, làm nổi lên những cảnh ăn mừng trên khắp Serbia và Montenegro.
- Vào ngày 25 tháng 10 năm 2007, Sao Đỏ tiếp đón Bayern München trong trận đấu thuộc bảng F Cúp UEFA. Các cổ động viên của Sao Đỏ Beograd rời sân với tâm lý vô cùng thất vọng, bởi dù đội bóng của họ hai lần dẫn trước nhưng để thủng lưới hai bàn ở những phút cuối trận và thua ngược 2–3. Sao Đỏ Beograd sau đó để thua 3 trận còn lại và xếp cuối bảng F với 0 điểm. Bầu không khí trên "Marakana" thật khó tin, với 55.000 cổ động viên có mặt trên sân giống như bầu không khí của trận bán kết Cúp C1 châu Âu 1990-91 giữa hai đội bóng này.
- Vào ngày 6 tháng 11 năm 2018, Sao Đỏ tiếp đón Liverpool trong trận đấu thuộc bảng C UEFA Champions League. Sao Đỏ đã giành chiến thắng với tỷ số 2–0 với cả hai bàn thắng do công của Milan Pavkov. Đó là một trong những trận thắng lớn nhất trong lịch sử gần đây của Sao Đỏ.

## Buổi hòa nhạc
Marakana hiếm khi được sử dụng làm nơi tổ chức buổi hòa nhạc trong lịch sử 45 năm của sân.
Người biểu diễn đáng chú ý nhất là Zdravko Čolić, người đã tổ chức các chương trình lớn tại Marakana trong ba dịp riêng biệt. Lần đầu tiên là vào ngày 5 tháng 9 năm 1978 như một phần của Putujući Urnebes Tour nổi tiếng của ông - 70.000 người đã xuất hiện. Các nghệ sĩ mở đầu và khách mời là Dado Topić & Mama Coco, Kornelije Kovač, Arsen Dedić, Kemal Monteno, và nhóm nhảy Lokice.
Sau đó gần hai mươi ba năm, vào ngày 30 tháng 6 năm 2001, anh xuất hiện lần nữa để quảng bá album Okano của mình trước 85.000 khán giả. Cuối cùng, vào ngày 23 tháng 6 năm 2007, anh đã quảng bá album Zavičaj của mình bằng một buổi hòa nhạc lớn khác, thứ ba, trước 70.000 khán giả tại Marakana.
Các buổi hòa nhạc khác tại sân vận động bao gồm YU Rock Misija vào ngày 15 tháng 6 năm 1985, một chương trình kéo dài 8 giờ trước đám đông 30.000 người tập trung mặc dù họ không được phép vào sân của sân vận động theo quyết định của ban quản lý Sao Đỏ. Ca sĩ dân gian người Serbia Ceca đã tổ chức một buổi hòa nhạc lớn vào ngày 15 tháng 6 năm 2002. Gần đây nhất, Aca Lukas đã biểu diễn tại sân vận động vào ngày 8 tháng 6 năm 2013 trước 50.000 người.

## Khác
Ngoài các trận đấu bóng đá và buổi hòa nhạc, sân vận động đã tổ chức các sự kiện sau:
- Mate Parlov vs. Domenico Adinolfi - Cuộc chiến danh hiệu Light Heavyweight EBU, ngày 10 tháng 6 năm 1976[14]
- Slobodan Živojinović vs. Boris Becker - trận đấu giao hữu quần vợt, ngày 1 tháng 10 năm 1987[15]